# Geshe Chekawa
Geshe Chekawa (o Chekawa Yeshe Dorje) (1102–1176) fue un maestro de la meditación budista de la Tradición Kadampa del budismo tibetano que compuso el texto "El adiestramiento de la mente en siete puntos" ("Lojong" en Tibetano), en el cual se enseña cómo los practicantes sinceros del budismo pueden transformar las condiciones adversas en el camino hacia la iluminación.